# 拉萨关帝庙
拉萨关帝庙（藏語：ཀྭོན་ཏི་ལྷ་ཁང，威利转写：kwon ti lha khang），又称磨盘山关帝庙，藏语称关帝格萨拉康（藏語：རྒྱ་ལྷ་ཁང，威利转写：rgya lha khang），是一座位于中华人民共和国西藏自治区拉萨市磨盘山的关帝庙，也是西藏五座关帝庙之一。属于藏传佛教格鲁派。拉萨关帝庙是目前西藏自治区规模最大、保存最完整的关帝庙，2007年被列为西藏自治区文物保护单位。

## 简介
拉萨关帝庙位于拉萨布达拉宫以西、药王山以北、高大约20米的“帕玛日”山（磨盘山）上。
1791年，廓尔喀人入侵西藏，清朝乾隆帝派福康安于次年率万余清军入藏，与驻藏官兵合作将廓尔喀人逐出边境。清军初抵拉萨时，福康安见老的札什城关帝庙残破不堪，便主持在磨磐山新修了这座关帝庙。清军凯旋拉萨，福康安在此庙内立纪功碑，乾隆帝为关帝庙亲笔题写匾额。
该庙现存主要建筑有山门、庭院、僧舍、主殿、绛央拉康（即汉语“文殊殿”）及耳房。主殿内供奉关羽、诸葛亮、关平等塑像，绛央拉康供奉文殊菩萨。
该庙因年久失修，殿宇倾颓，于2007年开始得到拉萨市文物局等单位修复，2007年3月23日维修工程开工仪式在拉萨举行。海内外华人向该庙捐赠了关帝像等。修缮工程对关帝庙的山门、庭院、主殿等主体结构，以及碑刻、牌匾、墙面彩绘、停车场、车行道等附属设施进行了全面保护性维修及环境整治。 
2007年5月22日，“拉萨关帝庙”被公布为西藏自治区文物保护单位。2007年12月，拉萨市人民政府在庙门口树立了西藏自治区文物保护单位碑，碑上的文物保护单位名称是“拉萨关帝拉康”。
该庙由功德林寺的喇嘛管理。

## 磨盘山新建关帝庙碑
磨盘山新建关帝庙碑是该庙大门内的一通石碑，立于清朝乾隆五十八年。该碑通高3.04米，宽1.18米，厚0.29米。碑额为浮雕二龙戏珠，浮雕中间阴文篆刻“万年不朽”四字。长方形碑座长1.35米。碑身正面四边饰有云霄纹，中间为汉字楷书碑文，其文为：
磨盘山新建关帝庙碑
乾隆五十有六年秋，廓尔喀自作不靖，侵凌藏界，并抢掠札什伦布庙。皇帝赫然震怒，谓卫藏自策零敦多布殄灭后，隶职方者百有余年，使靳征调之烦，从移位班禅、达赖之议，其济咙、聂拉木等地势，将尽委之贼，此后受戕者，当不止前后卫藏矣。特贲纶意，命福康安为大将军，一等公海兰察、四川总督惠龄甫为参赞大臣，统领劲兵，大强挞伐；大司空和琳飞刍挽粟，专司策应，为后路声援；大学士孙士毅复自昌都驰赴西招协理军储，于五十七年夏，由宗喀、济咙整旅遄进。先是驻军前藏，征兵筹饷，谒札什城关帝庙，见其堂皇渊隘，不可以瞻礼，顷神御灾捍患，所以佑我朝者。屡著其孚格，于是度地磨盘山，鸠工庀材，命所司董其役，默祷启行，荐临贼境，七战皆捷，距阳布数十里，廓酋震砻军威，乞降至再。皇帝鉴其诚款，体上帝好生之德，准纳表贡，诏令班师，并御制十全记颁示臣下，予惟此视师。自进兵以来，山溪险劣，瘴雾毒淫，竟获如坦，不三月而蒇绩，自非神佑不至此。凯旋之日，庙适落成，与诸公殿瞻仰芜，徘徊俎豆，浑感大功带竣，维神之力而益欣，继自今前后卫藏永永无虞也，是为记。时乾隆五十七年谷昌。御前大臣领侍卫内大臣太子太保武英殿大学士吏部尚书兼兵部尚书一等嘉勇公大将军福康安谨撰。监修同知李经文，乾隆五十八年